# Deïtat creadora

Representació de Ptah, deïtat creadora egípcia.

La deïtat creadora és un déu que efectua la creació de l'univers i del món a partir de combinar diversos elements preexistents o fent-los sorgir del no-res. Tant les religions politeistes com les monoteistes presenten exemples d'aquesta figura. En el cas del politeisme, el déu creador pot ser una entitat independent (sovint més abstracta que la resta o pertanyent a una generació anterior de déus) o bé compartir atributs amb el déu del cel o el déu suprem del panteó. Dins del monoteisme, sol atribuir-se el poder creador a la divinitat venerada, que és alhora origen de la vida i justificació de la moral. Com que els monoteistes només adoren un sol déu, atribueixen a aquest tots els poders sobrenaturals possibles (de fet l'omnipotència és un tret propi de Déu en la concepció occidental), incloent-hi la creació.
Un cop creat el món, aquesta deïtat pot relacionar-s'hi o no de manera activa. L'alternativa religiosa a la deïtat creadora és un món etern o cíclic que es genera i es destrueix sense intervenció divina o de cap altra entitat.
Alguns exemples de déu creador són Ptah (divinitat egípcia), El (déu principal de la mitologia cananea), Déu Pare (primera de les tres persones que conformen la Santíssima Trinitat cristiana) o Viracocha (primera divinitat dels antics peruans).